# Francisco Javier de Caro y Torquemada
Francisco Javier de Caro (Santo Domingo, 2 de diciembre de 1773-Madrid, 1 de febrero de 1848) fue un magistrado y político español.

## Biografía
Fue hijo de Ignacio de Caro y Oviedo. Estudió sucesivamente en las universidades de Santo Domingo y Salamanca. En 1793 en esta última universidad se licenció en leyes. Fue rector de la Universidad de Salamanca. En el marzo de la Guerra de la Independencia española, en 1808 fue miembro de la junta de gobierno de León, y después de la central. Sería miembro de la comisión ejecutiva de la . El Consejo de Regencia le nombró miembro del Consejo de Estado. En 1810 volvió a Santo Domingo para encargarse de la reorganización de la provincia. En 1812 sería elegido diputado en las Cortes de Cádiz por esa provincia.
Tras el regreso de Fernando VII, este monarca le nombró ministro togado del Consejo de Indias. Durante el Trienio Liberal fue ministro del Tribunal Supremo de Justicia y, de nuevo, diputado por la provincia de Santo Domingo. En 1823 tras el hundimiento del sistema liberal recuperó su plaza como ministro togado del Consejo de Indias, siendo nombrado miembro de la Cámara de Indias en 1830. Fue también asesor de la Comisaría General de la Cruzada.
En el Testamento de Fernando VII otorgado el 12 de junio de 1830 es nombrado como miembro de la categoría de eclesiásticos en el Consejo de Gobierno que se formaría a la muerte del rey. Nunca llegaría a tomar posesión de ese cargo por enfermedad, siendo sustituido por Nicolás María Garelli. El 31 de diciembre de 1832 se encontró entre los ministros y altos funcionarios convocados por Fernando VII para exponerles había firmado bajo coacción el decreto que anulaba uno anterior en que se mandaba publicar la Pragmática Sanción.
Murió en Madrid en 1848. Fue enterrado el 2 de febrero de ese año.

### Individuales
1. ↑  Jovellanos, Gaspar Melchor de (1858). Obras publicadas e ineditas. M. Rivadeneyra. p. 578. Consultado el 24 de julio de 2022.
2. ↑  España, Fernando VII (1818). «Real decreto de S. M., por el que se restablece el Supremo Consejo de Indias, continuando por ahora con las atribuciones que tenia en el año de 1808, expresando el número de Ministros de que se ha de componer». Colección legislativa de España: (Continuación de la Colección de decretos.). Imprenta del Ministerio de gracia y justicia. pp. 107-109. Consultado el 24 de julio de 2022.
3. ↑  Monte y Tejada, Antonio del (1890). Historia de Santo Domingo. Imprenta de Garcia hermanos. p. 5. Consultado el 24 de julio de 2022.
4. ↑  «Relación de las gracias concedidas por S.M. con motivo del feliz alumbramiento de su Augusta Esposa la Reina Nuestra Señora, por la primería secretaría de Estado y del Despacho Universal.». Gaceta de Madrid (Imprenta Real): 586. 25 de noviembre de 1830. Consultado el 24 de julio de 2022.
5. ↑  Estado de los Empleados que componen la Real Hacienda de España: en fin de 1832. Imp. de Miguel de Burgos. 1833. p. 409. Consultado el 24 de julio de 2022.
6. ↑  «Real decreto determinando se avise á D. Nicolás María Gareli, primer designado en el testamento del Rey para suplir á D. Francisco Javier Caro en el consejo de Gobierno.». Gaceta de Madrid (126). 15 de octubre de 1833. p. 539.
7. ↑  Castillo y Ayensa, José del (1859). Historia critica de las negociaciones con Roma desde la muerte del Rey D. Fernando VII.. Tejado. p. 4. Consultado el 24 de julio de 2022.
8. ↑  «Noticias varias.- En la parroquia de San Sebastián de esta corte ha sido robado un misal y una palmatoria de bronce durante el funeral de la Excma. Sra. Duquesa de Argete. El día 2 se dió sepultura al cadáver del Sr. Don Francisco Javier Caro y Torquemada. Anteayer se instaló en casa del Excmo. Sr. D. Antonio Benavides la comisión nombrada para el arreglo de teatros, entre otras.». Gaceta de Madrid (4892). 5 de febrero de 1848. p. 4.